# Nadha
Nadha  é o terceiro álbum de estúdio do grupo chileno Kudai .
Que já tem como single a música Lejos de aqui.
O álbum foi lançado segundo o site oficial dia 13 de Maio de 2008.

## Trilha musical
- 1 Lejos de Aquí
- 2 Nada Es Igual
- 3 No Te Vayas
- 4 Abismo
- 5 Disfraz
- 6 Calendario
- 7 Morir De Amor
- 8 Abrázame
- 9 Cicatriz
- 10 Todo Peor
- 11 Abre Los Ojos
- 12 Aquí Estoy (You're Not Alone)